# Егоров, Юрий Вячеславович
Юрий Вячеславович Егоров (31 марта 1933 — 31 октября 2024) — советский и российский специалист в области радиохимии, один из основоположников Уральской радиохимической школы, профессор, заведующий кафедрой радиохимии Уральского политехнического института (ныне — кафедра радиохимии и прикладной экологии УрФУ).

## Биография
Родился 31 марта 1933 года в г. Ртищево (ныне — Саратовской области).
Окончил Физико-технический факультет Уральского политехнического института им. С. М. Кирова, Свердловск (1957), инженер-технолог. Доктор химических наук (тема докторской диссертации — «Статика радиохимических сорбционных систем с участием оксигидратов», 1970), почётный профессор Уральского государственного технического университета. Член-корреспондент РАЕН (1991).
Заслуженный деятель науки РФ, ветеран атомной энергетики и промышленности.
В 1957—1959 гг. — инженер-исследователь проблемной лаборатории Минсредмаша (п/я 329); с 1959 г. — в УПИ: аспирант, доцент кафедры «Химия и технология редких элементов» (заведующий кафедрой -Крылов Е. И.), профессор, в 1974—1999 гг. — заведующий кафедрой радиохимии, в 1976—1986 гг. — декан физико-технического факультета, профессор кафедры «Теория и методика естественнонаучного образования» Областного института развития регионального образования г. Екатеринбурга, почетный профессор УрФУ.
Удостоен медали ордена за заслуги перед Отечеством 2-й степени.
Скончался 31 октября 2024 года, похоронен на Сибирском кладбище Екатеринбурга.

## Научная деятельность
Специалист в области технологии радиоактивных элементов, общей и прикладной радиохимии, радиоаналитики и радиоэкологии, методологии эмпирических наук. Предложил теорию концентрирования радиоактивных микроэлементов гидрооксидами, которая нашла приложение в технологии радиоактивных микрокомпонентов и особо чистых веществ, обезвреживании жидких радиоактивных отходов. Основные труды посвящены теории межфазного распределения радионуклидов-микрокомпонентов, синтезу тонкослойных неорганических сорбентов. Подготовил 26 кандидатов наук, пятеро из них, Ю. И. Сухарев, Н. Д. Бетенеков, Л. М. Шарыгин, Е. В. Поляков, В. П. Ремез впоследствии защитили докторские диссертации. Имеет 37 авторских свидетельств на изобретения. Автор более 200 печатных работ, в том числе 5 монографий и двух справочников.
Член редколлегий научных журналов: «Радиохимия» (1975—2004 гг.) и «Аналитика и контроль» (с 1997 г.).

### Избранные труды
- Егоров Ю. В. Статика сорбции микрокомпонентов оксигидратами. — М.: Атомиздат, 1975. — 197 с.
- Егоров Ю. В., Хрусталев Б. Н. Конкурентные равновесия в радиохимических сорбционных системах с участием оксигидратных коллекторов // Радиохимия. — 1967. — Т. 9, № 5. — С. 569—575.
- Егоров Ю. В., Крылов Е. И., Ткаченко Е. В. К теории распределения микроколичеств радиоактивного стронция между гидратированными окислами и раствором // Радиохимия. — 1961. — Т. 3, № 6. — С. 654—658.
- Егоров Ю. В. Оксигидратные коллекторы в радиохимии // Радиохимия. — 1967. — Т. 9, № 3. — С. 289—293.
- Егоров Ю. В., Пузако В. Д. Оксигидратные коллекторы в радиохимии // Радиохимия. — 1971. — Т. 13, № 5. — С. 747—751.
- Поляков Е. В., Егоров Ю. В. Современные методы определения физико-химического состояния микроэлементов в природных водах // Успехи химии. — 2003. — Т. 72, № 11. — С. 1103—1114. — ISSN 0042-1308.
- Егоров Ю. В. Экология как преподаваемая дисциплина: межпредметные связи. терминологические пересечения // Аналитика и контроль. — 2006. — Т. 10, № 3—4. — С. 342—347. — ISSN 2073—1442.
- Panfilova L. V., Polyakov E. V., Egorov Y. V., Shindel’man A. V. Sorption behavior of barium sulfate colloids in the system BaCl2-Na2SO4-H2O-cation exchanger (англ.) // Доклады Академии наук. — 1995. — Vol. 340, no. 3. — P. 339—341. — ISSN 0869-5652.
- Betenekov N. D., Egorov Yu. V. Thin-layer inorganic adsorbents in radiochemical analysis (англ.) // Journal of Analytical Chemistry. — 1997. — Vol. 52, no. 11. — P. 1020—1025. — ISSN 1061-9348.
- Polyakov E. V., Egorov Yu. V. Modern methods for the determination of physicochemical states of microelements in natural waters (англ.) // Russian Chemical Reviews. — 2003. — Vol. 72, no. 11. — P. 985—994. — ISSN 0036-021X.
- Егоров Ю. В. Что такое система? С точки зрения инженера-технолога (общедоступное введение в учение о системах). — Екатеринбург: Издательский дом «Ажур», 2014. — 153 с. — ISBN 978-5-91256-242-6.